# Departamento Concepción (Corrientes)
Das Departamento Concepción liegt im Zentrum der Provinz Corrientes im Nordosten Argentiniens und ist eine von 25 Verwaltungseinheiten der Provinz. Bis 1870 wurde es nach dem Namen seiner Hauptstadt in Guaraní Yaguareté Corá genannt, was im Volksmund noch heute gebräuchlich ist. 
Im Norden grenzt es an die Departamentos Saladas, Mburucuyá und General Paz, im Osten an die Departamentos San Miguel und Ituzaingó, im Süden an das Departamento Mercedes und im Westen an das Departamento San Roque.
Die Hauptstadt des Departamentos Concepción ist das gleichnamige Concepción.

## Geografie
Das Departamento ist flach und gleichmäßig feucht, sogar außerhalb der ausgedehnten Sumpfniederungen des Flussmündungsgebietes. Die Dichte der Vegetation erschwert den Zugang zu bestimmten Regionen des Departamentos.

## Bevölkerung
Die Besiedlung des Departamentos konzentriert sich auf den nordwestlichen Teil des Territoriums. Das übrige Gebiet gehört größtenteils zum Naturreservat Esteros del Iberá.

## Städte und Gemeinden
- Colonia Santa Rosa
- Concepción
- Tabay
- Tatacuá

Koordinaten: 28° 24′ S, 57° 54′ W